# Limoges FC
Limoges FC is een Franse voetbalclub uit Limoges. De club werd in 1947 opgericht na een fusie.

## Geschiedenis
In 1917 werd Red Star Limoges opgericht, 30 jaar later fuseerde de club met SLUC Limoges dat in 1929 opgericht was.
In 1957 werd de club toegelaten tot de tweede klasse en werd daar derde. Omdat de eerste klasse werd uitgebreid van 18 naar 20 clubs promoveerde Limoges meteen naar de hoogste klasse. Na een vijftiende plaats kon de club in '59/60 tiende worden. Het volgende seizoen werd de club achttiende en degradeerde. Hierna slaagde de club er nooit meer in om terug te keren naar het hoogste niveau. Na enkele plaatsen in de middenmoot greep de club in 1965 en 1966 net naast een nieuwe promotie.
In 1970 werd de club laatste, maar omdat de tweede klasse van één naar twee reeksen ging kon de club het behoud verzekeren en in 1971 werd de club derde. In 1972 werd zelfs de tweede plaats bereikt achter US Valenciennes. In 1973 degradeerde de club en keerde na enkele seizoenen terug in 1977. Na enkele jaren als middenmoot werd in 1984 de vierde plaats bereikt. In 1987 werd de club tiende. De schuldenberg van Limoges was inmiddels opgelopen tot vijf miljoen Franse frank. De club ging failliet en begon opnieuw in de vierde klasse onder de naam Limoges Football Club 87. In 2007 werd Gerard Chevalier de nieuwe voorzitter. In 2014 promoveerde de club naar de CFA, maar kon daar het behoud niet verzekeren. In 2017 promoveerde de club opnieuw. De club kon het behoud verzekeren, maar moest om financiële redenen toch terug degraderen naar de National 3. Ook in 2019 degradeerde de club na financiële problemen uit de nationale reeksen. 